# Валгіна
Ва́лгіна (рос. Валгина) — присілок у складі Аромашевського району Тюменської області, Росія.
Населення — 189 осіб (2010, 209 у 2002).
Національний склад станом на 2002 рік:
- росіяни — 87 %